# Tingoldiago
Tingoldiago is een geslacht van schimmels uit de orde Pleosporales. De typesoort is Tingoldiago graminicola. De familie is nog niet met zekerheid bepaald (Incertae sedis).

## Soorten
Volgens Index Fungorum telt het geslacht drie soorten (peildatum april 2022):
| Soortnaam               | Auteur(s)                    | Publicatiejaar |
| ----------------------- | ---------------------------- | -------------- |
| Tingoldiago clavata     | D.F. Bao, L. Xu & H.Y. Su    | 2020           |
| Tingoldiago graminicola | K. Hiray. & Kaz. Tanaka      | 2010           |
| Tingoldiago hydei       | D.F. Bao, Z.L. Luo & H.Y. Su | 2020           |